# Jerzy Skarżyński (lekkoatleta)
Jerzy Skarżyński (ur. 13 stycznia 1956) – polski lekkoatleta, długodystansowiec (maratończyk), uhonorowany tytułem Ambasador Szczecina.

## Osiągnięcia
Zawodnik Gwardii Warszawa i Budowlanych Szczecin.
Reprezentant Polski w pucharze świata i Europy w maratonie. Podczas zawodów Przyjaźń-84 zajął 4. miejsce. 15. zawodnik mistrzostw Europy (1986). W 1989 zwyciężył w Maratonie Warszawskim.
Trzykrotny medalista mistrzostw Polski.
Po zakończeniu kariery publikuje książki poświęcone bieganiu, m.in. przeznaczoną dla początkujących Biegiem przez życie oraz dla zaawansowanych - Maraton i ultramaratrony.

## Rekordy życiowe
- bieg na 10 000 metrów – 28:33,26 s. (29 lipca 1984, Sopot) – 17. wynik w historii polskiej lekkoatletyki[5]
- bieg maratoński – 2:11:42 s. (6 kwietnia 1986, Dębno)[5]